# Córrego do Ouro
Córrego do Ouro es un municipio brasilero del estado de Goiás. Su población estimada en 2004 era de 2.811 habitantes.
Córrego Do Ouro fue fundada por Benedito Cordeiro Da Silva con una pequeña Iglesia donde moraban las pocas familias que allí vivían, con el pasar de los años la pequeña ciudad fue aumentando de tamaño y la estructura mejoró.